# Helmut Schön
Pour les articles homonymes, voir Schon.
Helmut Schön est un footballeur puis entraîneur allemand, né le 15 septembre 1915 à Dresde et mort le 23 février 1996 à Wiesbaden. Il est pendant quatorze ans le sélectionneur de l'équipe de la RFA.

## Biographie
Ancien attaquant international, 17 buts en 16 sélections entre 1937 et 1941, Helmut Schön commence sa carrière d'entraîneur après la guerre. Il entraîne notamment le Hertha Berlin et le FC Cologne ainsi que l'équipe de Sarre qui prend part aux éliminatoires de la Coupe du monde 1954. En 1956, il devient l'adjoint de l'entraîneur de la Nationalmannschaft, Sepp Herberger, avant de lui succéder en 1964.
Il reste en poste jusqu'en 1978. Sous ses ordres, et avec des joueurs tels que Franz Beckenbauer, Gerd Müller, Uli Hoeness ou Berti Vogts, l'Allemagne remporte une Coupe du monde en 1974 et un Championnat d'Europe en 1972. Il perd également une finale de Coupe du monde en 1966 et une de Coupe d'Europe, finale marquée par la célèbre Panenka en 1976, face à la Tchécoslovaquie.
Schön détient les records du nombre de matches joués (25) et de matches gagnés (16) à la tête d'une sélection dans une Coupe du monde.

### Hommage et postérité
Un des stades de la ville de Wiesbaden porte aujourd'hui son nom depuis 2009, le Helmut-Schön-Sportpark.

## Carrière

### Joueur
- 1932-1934 :  Dresdner SC
- 1946-1950 :  SG Dresden-Friedrichstadt
- 1946-1947 :  FC Sankt Pauli
- 1950-1951 :  Hertha BSC Berlin

### Sélection nationale
- 16 sélections et 17 buts entre 1937 et 1941 avec l'Allemagne.

### Entraîneur
- 1952-1956 :  Sarre
- 1953-1954 :  1. FC Sarrebruck
- 1964-1978 :  Allemagne de l'Ouest